# Fille rousse
Fille rousse est une peinture à l'huile sur toile  de 40,5 × 36,5 cm  réalisée en 1915 par le peintre italien Amedeo Modigliani. 
Elle est conservée au musée de l'Orangerie à Paris . 